# كينيث كارلسن
كينيث كارلسن (بالدنماركية: Kenneth Carlsen)‏ هو لاعب كرة مضرب من الدنمارك.

## وصلات خارجية
- كينيث كارلسن على موقع رابطة محترفي التنس (الإنجليزية)
- كينيث كارلسن على موقع الاتحاد الدولي لكرة المضرب (الإنجليزية)
- كينيث كارلسن على موقع كأس ديفيز (الإنجليزية)
- كينيث كارلسن على موقع خلاصة التنس.كوم (الإنجليزية)
- كينيث كارلسن على موقع إي إس بي إن.كوم (الإنجليزية)
- كينيث كارلسن على موقع أوليمبيديا (الإنجليزية)
- معلومات إضافية